# ملكة الطلاق
ملكة الطلاق ((الكورية: 끝내주는 해결사)) هو مسلسل تلفزيوني كوري جنوبي، بطولة لي جي أه، كانغ كي-يونغ. عرض على قناة JTBC في 31 يناير الى 7 مارس 2024 ، تم بثه ايام الأربعاء والخميس الساعة 20:50 (KST).

## القصة
كيم سا را (لي جي آه) كانت زوجة ابن أكبر مكتب محاماة في كوريا الجنوبية، لكنها تعرضت للخيانة من قبل زوجها وفقدت كل شيء، بعد ذلك، بدأت العمل في حل مشاكل الطلاق. وهي الآن قائدة الفريق في مكتب تسوية قضايا الطلاق. إنها تعاقب الأزواج السيئين وتقدم المساعدة لأولئك الذين يجدون أنفسهم في مواقف طلاق غير عادلة.

## طاقم

### رئيسي
- لي جي آه في دور كيم سا را: قائدة فريق بشركة حل قضايا الطلاق "سولوشن".[5]
- كانغ كي-يونغ في دور دونغ كي جون: محامٍ وهو شريك سا-را التجاري ومستشار شركة "سولوشن".[5]

- أوه مين-سوك في دور نوه يول سيونج: زوج سا-را السابق وهو الرئيس التنفيذي لشركة تشايول للمحاماة.[6]

### داعم

#### في سولوشن
- كيم سون-يونغ في دور سون جانغ مي: الرئيس التنفيذي لشركة حل الطلاق "سولوشن".[7]
- لي تاي غو بدور كوون داي جي: عضو سولوشن وهو خبير سابق في أمن البيانات[8]
- سيو هاي وون بدور كانغ بوم: عضو في  سولوشن وهو محقق سابق[9]
- كيم سي هيون بدور جانغ هي جين: مدير مكتب المحاماة للحلول

#### الناس حول سا-را
- نا يونج هي في دور تشا هي وون: حماة سا-را السابقة ووالدة يول-سيونغ[10]

## المشاهدات

### دولي
وفقًا لـ Viu، أكبر منصة OTT إقليمية في آسيا، احتلت دراما JTBC ليومي الأربعاء والخميس "ملكة الطلاق" المرتبة الثالثة في ماليزيا، والخامسة في سنغافورة، والسادسة في إندونيسيا، والثامنة في تايلاند في غضون أسبوعين من صدورها. احتلت المرتبة العاشرة في الفلبين وهونج كونج على التوالي، ونجحت في احتلال المراكز العشرة الأولى في 6 دول آسيوية.

### محلي
| الموسم | الموسم | رقم الحلقة | رقم الحلقة | رقم الحلقة | رقم الحلقة | رقم الحلقة | رقم الحلقة | رقم الحلقة | رقم الحلقة | رقم الحلقة | رقم الحلقة | رقم الحلقة | رقم الحلقة | المتوسط |
| الموسم | الموسم | 1          | 2          | 3          | 4          | 5          | 6          | 7          | 8          | 9          | 10         | 11         | 12         | المتوسط |
| ------ | ------ | ---------- | ---------- | ---------- | ---------- | ---------- | ---------- | ---------- | ---------- | ---------- | ---------- | ---------- | ---------- | ------- |
|        | 1      | 732        | 1036       | 1217       | 1253       | 1071       | 1277       | 1166       | 1215       | 949        | 1044       | 874        | 1190       | 1085    |

| الحلقات | تاريخ البث     | تقييمات (نيلسن كوريا) | تقييمات (نيلسن كوريا) |
| الحلقات | تاريخ البث     | على الصعيد الوطني     | سيئول                 |
| ------- | -------------- | --------------------- | --------------------- |
| 1       | 31 يناير 2024  | 3.311%                | 3.363%                |
| 2       | 1 فبراير 2024  | 4.897%                | 5.195%                |
| 3       | 7 فبراير 2024  | 5.750%                | 5.642%                |
| 4       | 8 فبراير 2024  | 5.680%                | 5.513%                |
| 5       | 12 فبراير 2024 | 4.641%                | 4.386%                |
| 6       | 13 فبراير 2024 | 5.585%                | 5.801%                |
| 7       | 21 فبراير 2024 | 5.529%                | 5.743%                |
| 8       | 22 فبراير 2024 | 5.229%                | 4.972%                |
| 9       | 28 فبراير 2024 | 4.590%                | 4.410%                |
| 10      | 29 فبراير 2024 | 4.958%                | 5.056%                |
| 11      | 6 مارس 2024    | 4.187%                | 3.852%                |
| 12      | 7 مارس 2024    | 5.775%                | 5.931%                |
| متوسط   | متوسط          | 5.011%                | 4.989%                |

## روابط خارجية
- الموقع الرسمي
 (بالكورية)
- ملكة الطلاق على موقع IMDb (الإنجليزية)
- ملكة الطلاق على موقع قاعدة بيانات الفيلم (الإنجليزية)
- ملكة الطلاق على هانسينما